# Kasteel Rozelaar

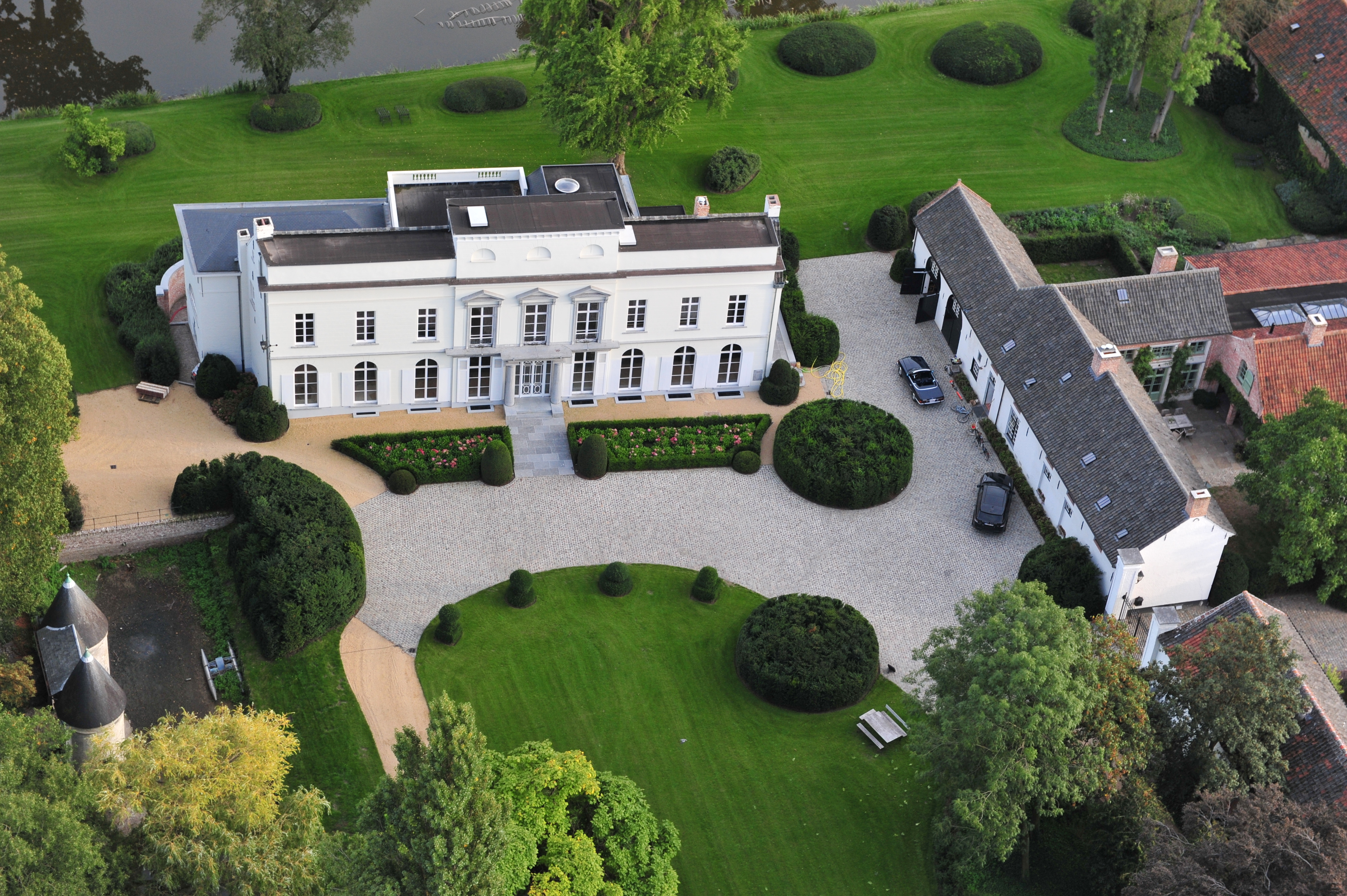
Kasteel Rozelaar in 2018

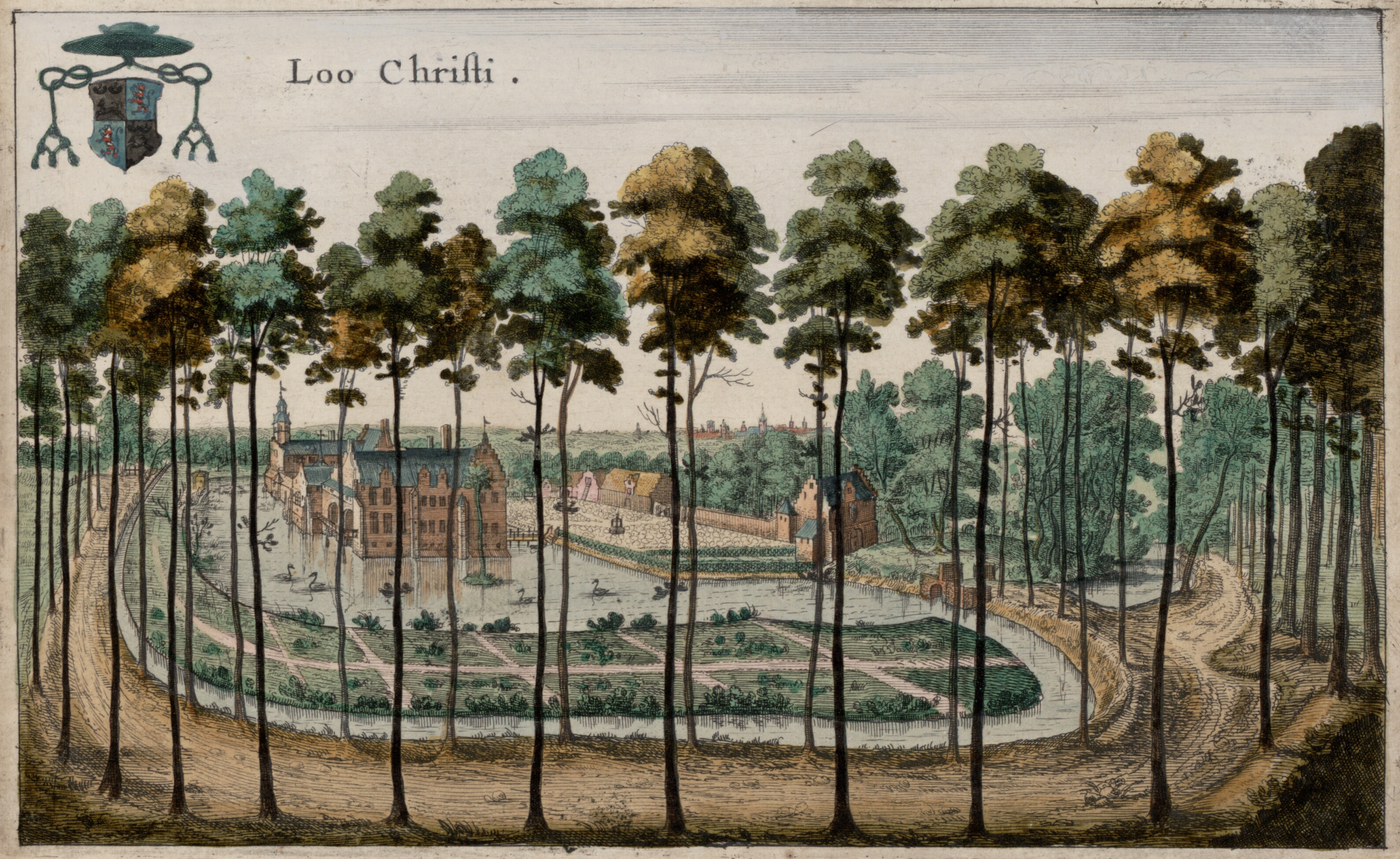
Kasteel Rozelaar volgens Sanderus in 1641

Kasteel Rozelaar is een 19e-eeuws bouwwerk in Lochristi. Het is, samen met het omliggende park en de bijgebouwen, beschermd als monument. Het enige restant van de gesloopte middeleeuwse waterburcht Rozelaar zijn de twee toegangstorens. 

## Geschiedenis

### Kasteel
Het domein Rozelaar werd gesticht door de Gentse Sint-Baafsabdij in de 12e eeuw. Oorspronkelijk was het een ontginningsgebied, waarin abt Jan Vromand in de tweede helft van de 13e eeuw een waterburcht liet optrekken als zomerresidentie voor de abten. Er was zoals toen gebruikelijk een opperhof en een neerhof. In de 16e eeuw werd het opperhof verfraaid respectievelijk door de abt Boele en de laatste abt Lucas Munich.
In 1525 verbleef de uit zijn land gevluchte koning Christiaan II van Denemarken met zijn echtgenote Isabella van Habsburg en kinderen in Vlaanderen, op zoek naar hulp. Ze logeerden ook een tijdje in kasteel Rozelaar en van daar vertrekken ze op 5 december naar Zwijnaarde waar de zieke Isabella overlijdt.
Het geheel kwam in 1563 na de afschaffing van de Sint-Baafsabdij door keizer Karel V in handen van de bisschoppen van Gent, die het verder als zomerresidentie gebruikten.
Het kasteel werd tijdens de Franse invallen (de Devolutieoorlog) van 1678 geplunderd en in brand gestoken en nadien hersteld, wat een zeer grote indruk maakte op de toenmalige bisschop Frans van Horenbeke. 
Rechts boven de plint van het kasteel zien we een steen met jaartal 1755 met het wapenschild en wapenspreuk van bisschop Maximiliaan Antoon van der Noot. 
Ferdinand Marie de Lobkowicz, bisschop van Gent, liet in 1782-83 het kasteel herstellen, verfraaien en vergroten. Ten zuiden van het kasteel liet hij een Engelse tuin aanleggen met exotische planten. 
In 1783 werd het kasteel in brand gestoken en vernietigd. In 1797 werden de resten van het kasteel samen met de kapel van Lobos als domaniaal goed aangeslagen en openbaar verkocht.

### Sloop
In 1806 werd het domein eigendom van de familie De la Croix die in 1808 het kasteel verder liet slopen. Enkel de onderkelderde versterkte poort van het oude waterkasteel bleef nog gespaard op het vroegere opperhof.
Senator en schepen van Gent Auguste de Cock liet in 1840 de vroegere paardenstallen met oranjerie en serre ombouwen in neoclassicistische stijl volgens de plannen uit 1833 van de Gentse architect Louis Minard tot het nu nog bestaande kasteel. 
Ferdinand Vuylsteke, die zich in 1859 in Lichtelare vestigde, onderhield de kasteeltuinen. In 1857 begon zijn zoon Charles Vuylsteke het eerste tuinbouwbedrijf van Lochristi op de gronden van het kasteel. 
In 1995 werd Kasteel Rozelaar, met de walgrachten, het schiereiland met versterkte poort en de site van het voormalige waterkasteel, beschermd als monument.